# The Fifth Estate (série de televisão)
The Fifth Estate (estilizado como the fifth estate)  é um programa de televisão canadense transmitido pela Canadian Broadcasting Corporation. O nome é um jogo sobre o fato de que os meios de comunicação são por vezes referido como o "quinto estado", e foi escolhido para destacar a determinação do programa para ir além das notícias do dia-a-dia no jornalismo original.
O programa de longa duração já recebeu mais de 283 prêmios, incluindo três Emmys Internacional, 28 Geminis e um Oscar de melhor documentário.

## Prêmios
| Ano  | Prêmio             | Categoria                                                                    | Resultado |
| ---- | ------------------ | ---------------------------------------------------------------------------- | --------- |
| 1983 | Oscar              | Melhor Documentário de Longa-Metragem (episódio: "Just Another Missing Kid") | Venceu    |
| 1992 | Emmy Internacional | Melhor Documentário (episódio: "To Sell a War")                              | Venceu    |
| 2014 | Emmy Internacional | Assuntos atuais e notícias (episódio: "Made in Bangladesh")                  | Venceu    |